# Estruplund Kirke
Estruplund Kirke ligger på Djursland ved Estruplund i Rougsø Herred. Den er beliggende i Norddjurs Kommune.

## Eksterne kilder og henvisninger
- Estruplund Kirke Arkiveret 7. september 2017 hos  Wayback Machine hos denstoredanske.dk
- Estruplund Kirke Arkiveret 19. september 2015 hos  Wayback Machine hos KortTilKirken.dk

- Wikimedia Commons har flere filer relateret til Estruplund Kirke